# فيليب كاترين
فيليب كاترين هو عازف جاز بلجيكي، ولد في 27 أكتوبر 1942 في لندن في المملكة المتحدة.

## وصلات خارجية
- الموقع الرسمي
- فيليب كاترين على موقع ميوزك برينز (الإنجليزية)
- فيليب كاترين على موقع أول ميوزيك (الإنجليزية)
- فيليب كاترين على موقع ديسكوغز (الإنجليزية)